# Kerndruck

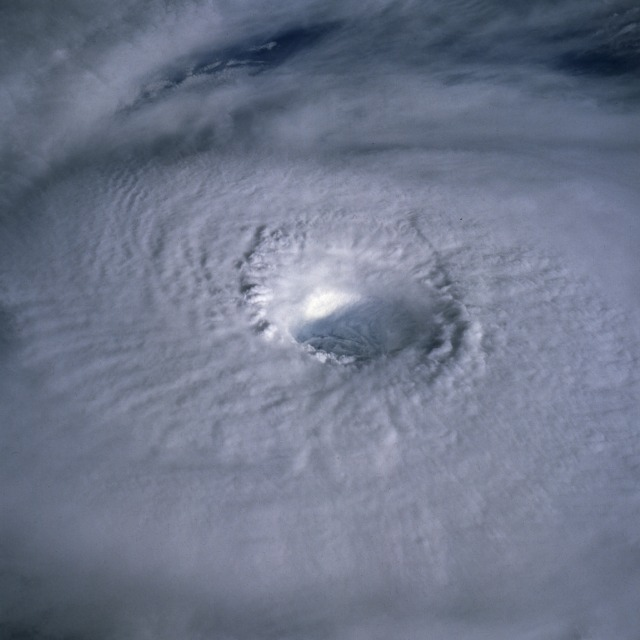
Das Auge des Taifuns Odessa, Pazifischer Ozean, August 1985

Als Kerndruck bezeichnet man das barometrische Maximum im Zentrum eines Hochdruckgebietes
beziehungsweise das barometrische Minimum  im Zentrum eines Tiefdruckgebietes oder auch dem Auge eines tropischen Wirbelsturms.
Dieser Luftdruck ist der höchste beziehungsweise niedrigste Barometerstand, der innerhalb dieser Druckgebilde gemessen wird. Bei großen tropischen Wirbelstürmen kann der Kerndruck unter 900 hPa sinken. Der niedrigste bisher gemessene Kerndruck betrug 870 hPa und wurde am 12. Oktober 1979 im Taifun Tip im Nordwest-Pazifik gemessen. Der höchste jemals gemessene Kerndruck wurde mit 1083,8 hPa am 31. Dezember 1968 in Agata in Nordwest-Sibirien, 263 m über dem Meeresspiegel gelegen, in einem Kältehoch registriert.